# 楊長孺
楊長孺（1157年—1236年），原名壽仁，字伯子，號東山，吉州吉水縣人，南宋政治人物。
寶謨閣學士楊萬里之子，嘉定四年（1211年）任湖州知州，後升廣東安撫使兼廣州知州，為人清廉，得宋寧宗下詔獎諭，說他清廉有如吳隱之。改福建安撫使兼福州知州。寧宗曾問真德秀當時廉吏，真德秀答以崔與之及楊長孺。楊長孺之後歷官敷文閣直學士，致仕。郡人為楊長孺立像，與吳隱之合祠。